# فرامينغهام (ماساتشوستس)
فرامينغهام (بالإنجليزية: Framingham, Massachusetts)‏ هي بلدة أمريكية تقع في الولايات المتحدة في مقاطعة ميدلسيكس (ماساشوستس). يقدر عدد سكانها بـ 68,318 نسمة ومساحتها 68.5 كم2 ووترتفع عن سطح البحر 50 متر.

## المدن التوأمة
مدينة غوفيرنادور فالاداريس هي مدينة توأمة لـفرامينغهام (ماساتشوستس).

## أعلام
- ماري كاريو
- آرثر بزكوير
- تشارلي لونغ
- مونيك غابرييلا كورنين
- توني باربييري
- فرانكلين باترسون
- جورج هنري غوردون
- نانسي أوليفر
- أشلي والدن
- جنجر فيش